# Església de Sant Jordi Desvalls
L'Església de Sant Jordi Desvalls és una església barroca de Sant Jordi Desvalls (Gironès) inclosa a l'Inventari del Patrimoni Arquitectònic de Catalunya.

## Descripció
És un edifici situat en un petit turó on hi havia assentat el castell. És de grans dimensions i està cobert a doble vessant amb teula àrab.
La façana, de línies senzilles, és centrada per una portalada rectangular amb ornaments barrocs. A sobre una fornícula buida i una finestra rectangular, a dalt de tot hi ha una altra petita finestra rectangular. Tant la porta com les finestres es són dovellades. a una banda de la porta hi ha un petit sarcòfag. El campanar, aplatat, fou l'antiga torre de l'homenatge del castell, a la qual fou afegida la teulada piramidal amb quatre pilastres angulars i dos finestrals a cada costat. De la banda on emergeix la torre, els murs de l'edifici són atalussats.
Té una planta molt neta que crea un gran espai. L'interior del temple consta d'una sola nau amb volta i arcades laterals de punt rodó. A cada arcada hi ha una capella.

## Història
D'origen romànic, apareix esmentada el 1136, tot i que no queda cap vestigi de l'època inicial.
El 1737 es va procedir a la seva ampliació, utilitzant part del terreny i estructura del castell enderrocat l'any 1735. Hi havia un retaule del 1722 construït per Marià Barnoya que es destruí a la guerra de 1936.
Entre les peces d'art litúrgic que es conserven destaca un reliquiari del segle xv i una custòdia en plata al peu de la qual hi ha la inscripció: "Antoni Casas Argenter de Figueres he fet per lo pobla de Sant Jordi Desvalls en lo any 1726".